# Politisk ordfører
En politisk ordfører er et medlem af en parlamentarisk forsamling, som af sit parti er valgt til at fremføre partiets politik i den pågældende forsamling, særligt i forbindelse med generelle debatter.
I visse partier og forsamlinger er posten som politisk ordfører sammenfaldende med posten som gruppeformand, men som oftest er der tale om to personer. Mens gruppeformanden virker mere på de indre linjer, er det den politiske ordfører, der tager sig af den eksterne kommunikation af partiets politik.
Folketingets partier udpeger alle politiske ordførere, mens de fleste partier i kommunalbestyrelserne også har en politisk ordfører.

## Politiske ordførere i Folketinget
| Politisk ordfører           | Parti                       | Tiltrådt                                       | Anmærkninger | Kilde(r)      |
| --------------------------- | --------------------------- | ---------------------------------------------- | --- | ------------- |
| Rasmus Stoklund             | Socialdemokratiet           | 3. maj 2022                                    | | [ 1 ]         |
| Morten Dahlin               | Venstre                     | 20. december 2022                              | | [ 2 ]         |
| Karsten Hønge og Signe Munk | Socialistisk Folkeparti     | Henholdsvis 11. august 2017 og 11. januar 2022 | Munk blev udnævnt til supplerende politisk ordfører i januar 2022. | [ 3 ] [ 4 ]   |
| —                           | Radikale Venstre            |                                                | Pr. 21. december 2022 ingen politisk ordfører. | [ 5 ]         |
| Mai Villadsen               | Enhedslisten                | 10. februar 2021                               | | [ 6 ]         |
| Mette Abildgaard            | Det Konservative Folkeparti | 6. april 2021                                  | Mette Abildgaard blev udnævnt til politisk ordfører efter folketingsvalget 2019, men gik på barselorlov den 1. august 2020; i barselsperioden var Markus Knuth fungerende politisk ordfører. | [ 9 ]         |
| Morten Messerschmidt        | Dansk Folkeparti            | 10. februar 2022                               | Messerschmidt er samtidig partiformand. | [ 10 ]        |
| Pernille Vermund            | Nye Borgerlige              | 28. juni 2019                                  | Vermund er samtidig partiformand. | [ 11 ]        |
| Alex Vanopslagh             | Liberal Alliance            | 28. juni 2019                                  | Vanopslagh er samtidig partiformand. | [ 12 ]        |
| Torsten Gejl                | Alternativet                | 4. februar 2020                                | | [ 13 ]        |
| Monika Rubin                | Moderaterne                 | 19. december 2022                              | | [ 14 ]        |
| Peter Skaarup               | Danmarksdemokraterne        | 28. juli 2022                                  | | [ 15 ] [ 16 ] |